# Кармен Маура
Ка́рмен Гарсі́я Ма́ура (ісп. Carmen García Maura; *15 вересня 1945, Мадрид) — іспанська акторка. Відома за головними ролями в численних фільмах Педро Альмодовара. Багато експертів кіно вважають Кармен Мауру однією з найвидатніших акторок Європи.. Маура виграла більше нагород «Гойя» як найкраща акторка, ніж будь-яка інша акторка в історії іспанського кіно.

## Біографія
Народилася 15 вересня 1945 в Мадриді. Найближчі рідні Кармен Маури належать до впливового сімейства, відомого своїми політиками (включаючи Антоніо Мауру, п'ятикратного прем'єр-міністра Іспанії), адвокатами та артистами.
Кармен Маура починала свою кар'єру як співачка. Кар'єру в кіно почала в 1970 році з виходом фільму «Людина в бігах». Потім була велика роль у фільмі «Паперові тигри» у 1977 році.
Хоча Маура виконувала переважно драматичні ролі, вона також відзначилася в кількох комедійних, як-от у фільмах «Sal gorda» (1984), «Sé infiel y no mires con quién» (1985) і «Tata mía» (1986).
У 1980 році Маура вперше з'явилася у фільмі Педро Альмодовара «Пепі, Люсі, Бом та інші дівчата». Вони продовжили свою співпрацю в 1980-х, знявши фільм «Жінки на межі нервового зриву» (1988), за який Маура отримала приз «Фелікс» як найкраща акторка.
Після цього фільму Маура і Альдомовар не працювали разом понад 10 років і відновили спільну діяльність тільки у 2006 році на зйомках «Повернення». Дві головні жіночі роботи (Пенелопа Крус, Кармен Маура, Бланка Портільйо, Лола Дуеньяс, Чус Лампреаве і Йоана Кобо) у 2006 році отримали приз Каннського кінофестивалю.
Маура вважається гей-іконою після того, як зіграла роль транссексуала в фільмі Альмодовара «Закон бажання».

## Особисте життя
Кармен Маура вивчала філософію і літературу в Школі витончених мистецтв у Парижі. З 1964 по 1970 роки вона була одружена з адвокатом Франсіско Фортеса, з яким народила дітей Кармен і Пабло.

## Фільмографія
- 1969 — Дух (Хуан Тамаріс).
- 1971
  - Темний чоловік (Альфонсо Унгрія)
  - Mantis (Луїс Мамерто Лопес-Тапіа)
- 1973
  - Скромний іспанський чоловік (Хайме де Арміньян)
  - Убивця серед тринадцяти (Хав'єр Агірре)
- 1974
  - Дон Жуан (Антоніо Мерсеро)
  - Tanata (Луїс Мамерто Лопес-Тапіа)
- 1975
  - Леонор (Луїс Бунюель)
  - Жахливі кохання (Хосе Луїс Гарсіа Санчес)
  - Скована (Мануеля Мур Оті)
  - Інтимне життя цинічного розпусника (Хав'єр Агірре)
- 1976
  - Книга хорошого кохання II (Хайме Баяррі)
  - Жінка — чоловіча річ (Хесус Ягуе)
  - Ще одна типова пара (Мігель Анхель Дієс)
  - Ir por lana' (Мігель Анхель Дієс)
  - Pomporrutas imperiales (Фернандо Коломо)
  - Прохання (Пілар Міро)
- 1977 — Паперові тигри (Фернандо Коломо)
- 1978
  - Забинтовані очі (Карлос Саура)
  - З полуниці, лимону і м'яти (Мігель Анхель Дієс)
  - Folle… folle… fólleme Tim! (Педро Альмодовар)
  - Моя біла Варшава (Хав'єр Кінтана)
  - Що така дівчинка як ти робить у такому місці? (Фернандо Коломо)
  - Менше моєї матері і сестри (Хайме Вільяте)
- 1980
  - Гарі Купер, що на небі (Пілар Міро)
  - Модний чоловік (Фернандо Мендес Лейте)
  - Пепі, Люсі, Бом та інші дівчата (Педро Альмодовар)
- 1982 — Однина жіночого роду (Хуанхо Лопес)
- 1983
  - Сід Сердитий (Анджеліно Фонс)
  - Темні Звички (Педро Альмодовар)
- 1984
  - Що я зробив, щоб заслужити це? (Педро Альмодовар)
  - Кошерна сіль (Фернандо Труеба)
- 1985
  - Знаю, що ти невірна і не важливо з ким (Фернандо Труеба)
  - За містом (Мігель Пікасо)
- 1986
  - Ненька моя (Хосе Луїс Боро)
  - Божевілля кохання (Крістіна Андреу, Луїс Едуардо Ауте, Антоніо Гонсалес Віхіль і Фелікс Ротаета).
  - Матадор (Педро Альмодовар)
- 1987 — Закон бажання (Педро Альмодовар)
- 1988
  - Жінки на межі нервового зриву (Педро Альмодовар). Премія Гойя
  - 2:30 ранку
- 1989 — Батон-Руж (Рафаель Молеон)
- 1990
  - Ай, Кармела! (Карлос Саура). Премія Гойя
- 1991
  - Хлам (Фелікс Ротаета)
  - Як бути жінкою і не померти в спробі (Ана Белен)
- 1992
  - Анонімна королева (Гонсало Суарес)
  - На землі як на небі (Маріон Ансель)
- 1993
  - Тіні битви (Маріо Камю)
  - Луї, король-дитя (Роже Планчон)
- 1994
  - Як бути нещасливим і насолоджуватися цим (Енріке Урбісу)
- 1995
  - Щастя в селі (Етьєн Шатільї)
  - Хромий голуб (Хайме де Арміньян)
  - Пара з трьох (Антоні Вердагер)
  - Король ріки (Мануель Гутьєррес Арагон)
- 1996
  - Кохання, що вбиває (Хуан Мануель Чумілья)
- 1997
  - Вони (Луїш Гальван Тілес)
  - Alliance cherche doigt (Жан-П'єр Мокі)
  - Омлет і кіно (Мартін Провост)
  - Жити після (Карлос Галеттіні)
- 1998
  - Аліса і Мартін (Андре Течіне)
- 1999
  - Лісабон (Антоніо Ернандес)
- 2000
  - Спільнота (Алекс де ла Іглесія). Премія Гойя
- 2001
  - Палка (Єва Лесмес)
- 2002
  - 800 куль (Алекс де ла Іглесія)
  - Валентин (Алехандро Агресті)
- 2004
  - Між життям і сном (Давід Альбасенте і Альфонсо Менкес)
  - З іншого боку
  - Обіцянка
- 2005
  - Кілери у відпустці
  - Вільна зона (Амос Хітай)
  - Королеви (Мануель Гомес Перейра)
- 2006
  - Nos chères têtes blondes (Шарлотта Сільвера)
  - Повернення (Педро Альмодовар)
- 2007
  - Схоже на нещасний випадок (Гільєрмо де ла Гвардіа)
  - Найменше зло (Антоніо Ернандес)
- 2008
  - Чорна діва (Ігнасіо Кастільйо)
  - Едемський сад (Джон Ірвін)
- 2009
  - Тетро (Френсіс Форд Коппола)
- 2010
  - Le Mac (Паскаль Бурдьйо)
  - Дівчата (Ясміна Реса)
  - Золоті дівчата (ТВ)

## Нагороди
- Премія Сезар: 2012
- Премія Гойя: 1988, 1990, 2000, 2006
- Європейський кіноприз: 1988, 1990
- Премія Fotogramas de Plata: 1981, 1984, 1988, 1990, 1998, 2000
- Премія Святого Георгія: 1985
- Премія Ondas: 1981
- Премія TP de Oro: 1981
- Лауреатка Каннського кінофестивалю: 2006[5]
- Лауреатка Венеційського кінофестивалю: 1988
- Лауреатка Міжнародного кінофестивалю у Сан-Себастьяні: 2000, 2013
- Лауреатка Міжнародного кінофестивалю у Локарно: 2007
- Лауреатка Міжнародного кінофестивалю у Вальядоліді: 2008
- Лауреатка кінофестивалю у Малазі: 2007
- Лауреатка Телевізійного фестивалю у Монте-Карло: 2004
- Нещодавно Маура виграла «Locarno Excellence Award» за всю її кінематографічну кар'єру.